# Факултет за менаџмент Мегатренд универзитета у Зајечару
Факултет за менаџмент у Зајечару је високообразовна и научна установа Универзитет Мегатренда. Основан је 1997. године, у Зајечару.
Саставни је део система образовања Републике Србије по решењу републичког Министарства просвете бр. 022-05-149/97-04. Од марта 2022. године блокиран је рачун Факултета за менаџмент и установа се налази у стечају. Од школске 2022/2023. годинр Факултет за менаџмент у Зајечару престао је са радом.

## Управа факултета
Руководство факултета чине:
- Декан проф. др Драган Михајловић
- Продекан за академске студије и научноистраживачки рад проф. др Бојан С. Ђорђевић
- Продекан за међународну сарадњу Проф. др Џејн Паунковић
- Продекан за струковне студије доц.др Срђан Жикић

## Основне студије на Факултету за менаџмент
На факултету се реализују студијски програми из области економије, бизниса и менаџмента:
- Основне струковне студије (3 године, 180 ЕСПБ)
- Основне академске студије (4 године, 240 ЕСПБ)

## Последипломске студије
- Мастер академске студије (1 година, 60 ЕСПБ)
- Докторске студије менаџмента природних ресурса (3 године, 180 ЕСПБ)